# Kommission für die Geschichte der Deutschen in Polen
Kommission für die Geschichte der Deutschen in Polen – komisja historyczna założona w Marburgu (Niemcy) w 1950 roku w tradycji „Historische Gesellschaft für die Provinz Posen”. Komisja zajmuje się badaniami dziejów Niemców i mniejszości niemieckiej na ziemiach polskich od średniowiecza do współczesności.
W Komisji zasiadają historycy z Niemiec i Polski. Jej przewodniczącymi byli między innymi: Gotthold Rhode, Richard Breyer, Wolfgang Kessler, Markus Krzoska, obecnie jest nią Isabel Röskau-Rydel.